# Římskokatolická farnost Vidnava
Římskokatolická farnost Vidnava je územní společenství římských katolíků v rámci děkanátu Jeseník ostravsko-opavské diecéze.

## Historie
Vidnava byla založena v roce 1266. Kolem roku 1270 byl postaven farní kostel svaté Kateřiny Alexandrijské. Z roku 1285 je první zmínka o místním knězi. V letech 1899–1945 fungoval ve Vidnavě kněžský seminář, kde za dobu jeho existence teologické vzdělání získalo asi 370 budoucích kněží.
V souvislosti s Akcí Ř bylo do Vidnavy na slavnost Božího Těla dne 27. května 1951 ve 46 sanitkách a jednom autobusem z Bohosudova pod přísným dozorem tajné policie převezeno 84 starých a nemocných Křížových sester.
Farnost má vlastního duchovního správce, který je zároveň administrátorem ex currendo ve farnostech Bernartice u Javorníka, Černá Voda a Kobylá nad Vidnávkou, a také in materialibus farnosti Stará Červená Voda, Supíkovice a Velké Kunětice.

## Bohoslužby
| Kostel                            | Místo      | Bohoslužba                        | Bohoslužba                             | Poznámka         |
| --------------------------------- | ---------- | --------------------------------- | -------------------------------------- | ---------------- |
| Kostel Panny Marie                | Hukovice   | 1x ročně, poutní                  | 1x ročně, poutní                       | filiální kostel  |
| Kaple sv. Floriána                | Velká Kraš | 1x ročně, poutní                  | 1x ročně, poutní                       | obecní kaple     |
| Kostel sv. Kateřiny Alexandrijské | Vidnava    | úterý středa čtvrtek pátek sobota | 6.00 16.00 16.00 (s nedělní platností) | farní kostel     |
| Kostel sv. Františka z Assisi     | Vidnava    | 1x ročně, poutní                  | 1x ročně, poutní                       | filiální kostel  |
| Oratorium                         | Vidnava    | pátek                             | 10.00                                  | v budově Charity |

## Seznam kněží pocházejících z farnosti
- Jeroným Holonder SJ (* 1590 Vidnava - + 04. 12. 1637 Herlicii)
- Jiří Teiser SJ (* 1591 Vidnava - + 21. 01. 1633 Praha)
- Krištof Erfurt SJ (* 1627 Vidnava - + 17. 09. 1655 Olomouc)
- Jan Jiří Kaller SJ (* 23. 03. 1652 Vidnava - + 1728 Manila)
- Kasián Ignatius Koller OFMCap. (* 26. 07. 1663 Vidnava - + 09. 02. 1741 Fulnek)
- Linus Jan Kapps OFMCap. (* 1670 Vidnava - + 31. 01. 1729 Zákupy)
- Antonius Josephus Christophorus Kühsewetter (Kiesewetler) (* 10. 06. 1751 Vidnava - + 25. 08. 1810 Javorník)
- Johann Peter (* 1753 Velká Kraš - + 06. 09. 1807 Mikulovice)
- Vincentius Josephus Starker (Stärker) (* 22. 01. 1754 Vidnava - + 25. 10. 1820 Dolní Domašov)
- Franciscus Xav. Andreas Peschke (* 01. 12. 1757 Vidnava - + 27. 09. 1845 Bernartice)
- Ignatius Blasius Johann Nep. Florian Philipp (* 01. 02. 1767 Vidnava - +  24. 07. 1849 Lipová Lázně)
- Jacob Johann Kirchmann (* 24. 07. 1777 Velká Kraš - + 06. 08. 1822 Kobylá nad Vidnávkou)
- bohoslovec Franz Habicht (* 16. 03. 1803 Vidnava - + ?)
- Dagobert Josef Korzistka OFMCap. (* 27. 09. 1806 Vidnava - + 30. 11. 1868 Rumburk)
- Joseph Kluss /Klus) (* 17. 11. 1825 Velká Kraš - + 29. 09. 1870 Dolní Domašov)
- Gregor Johann Ehrlich OSB (* 04. 02. 1831 Vidnava - + 01. 12. 1912 Stift St. Paul) - opat
- Johann Jung (* 16. 03. 1849 Fojtova Kraš - + 03. 06. 1896 Žulová)
- Franz Gulich (* 19. 09. 1857 Vidnava - + 03. 03. 1888 Vidnava)
- Ferdinand Ehrlich (* 01. 04. 1859 Malá Kraš - + 24. 04. 1932 Vidnava)
- fr. Karl Josef Putze OSB (* 03. 11. 1867 Vidnava - + ?)
- Josef Klein (* 24. 02. 1868 Hukovice - + ?)
- Franz Josef Putze (* 26. 08. 1868 Vinava - + 20. 09. 1928 Město Albrechtice)
- Eduard Berger (* 24. 10. 1868 Vidnava - + 22. 06. 1947 Svatobořice u Kyjova)
- Karl Bor. Berger (* 27. 10. 1871 Vidnava - + 24. 02. 1920)
- Franz Seichter (* 14. 04. 1876 Vidnava - + 1948 Heřmanovice)
- Josef Vincenz Ehrlich (* 16. 12. 1885 Vidnava - + 23. 09. 1955 Heiligenstadt)
- Johann Glatzel (* 09. 01. 1911 Vidnava - + 28. 01. 1978 ?)
- fr. Leopold Raab CSsR (* 30. 04. 1914 Vidnava - ?)
- Msgre Anton M. Otte (* 15. 07. 1939 Vidnava – + 29. 12. 2021 Sclesslitz) - probošt vyšehradské kapituly v Praze